# Военно-морские силы Литвы
Военно-морские силы Литвы (лит. Karínės jū́rų pájėgos) — один из видов сил Войска Литовского.
Задачами ВМС Литвы являются защита территориальных вод, охрана и контроль экономической зоны, поисково-спасательные операции, поиск и обезвреживание мин и прочих боеприпасов, береговая охрана и защита судоходства.

## История

### ВМС Литвы (1935-1940)
ВМС Литовской Республики как род сил были образованы 1 августа 1935 года, когда единственный имеющийся у Литвы военный корабль «Prezidentas Smetona» (с лит. — «Президент Смятона») (бывший немецкий тральщик «М-59») был передан из Пограничной полиции в подчинение Министерства охраны края Литвы. 1940 году Литовская Республика была включена в состав СССР, в связи с чем «Prezidentas Smetona» вошёл в состав Балтийского флота ВМФ СССР и погиб в 1945 году, подорвавшись на мине у острова Аэгна.

## Командующие
После 1991 года
- 1992 — Юозапас Альгис Лейсис
- до 1999 Раймундас Балтушка
- 28.04.1999 — 04.06.2008 — Кястутис Мацияускас
- 04.06.2008 — 24.10.2008 — Артурас Станкайтис (врио)
- 24.10.2008 — 01.03.2010 — Олег Маринич
- 02.03.2010 — 30.04.2010 — Артурас Станкайтис (врио)
- 30.04.2010 — 27.07.2015 — Кястутис Мацияускас
- 02.08.2015 — Арунас Моцкус.

## Организационный состав
Штаб ВМС
 Служба слежения за морем и побережьем (лит. Jūros ir pakrančių stebėjimo tarnyba)
 Служба материально-технического обеспечения (лит. Logistikos tarnyba)
 Учебный центр (лит. Mokymo centras)
 Координационный центр спасения на море (лит. Jūrų gelbėjimo koordinavimo centras)

#### Флотилия военных кораблей
Флотилия военных кораблей является основным боевым компонентом морских сил Литвы, обеспечивающим их огневую мощь и оперативные возможности на море. Флотилия выполняет широкий спектр задач, включая защиту территориальных вод, участие в международных операциях НАТО и разминирование Балтийского моря.
Флотилия состоит из корабля управления, типа «Vidar», и трех дивизионов:
- Противоминный дивизион: Включает три минных тральщика типа «Hunt», которые занимаются разминированием Балтийского моря. Это одна из ключевых задач флотилии, поскольку Балтийское море остаётся одним из наиболее заминированных регионов, особенно с времён Второй мировой войны. Противоминные операции жизненно важны для безопасности морских путей и международной торговли.
- Сторожевые катеры «Flyvefisken» ВМС Литвы. Сторожевой дивизион: В его состав входят патрульные корабли типа «Flyvefisken». Эти многоцелевые патрульные корабли обладают высокой мобильностью и могут выполнять задачи по охране морских рубежей, обеспечению безопасности судоходства, борьбе с пиратством и контрабандой, а также участвовать в спасательных операциях.
- Вспомогательный дивизион: Включает в себя буксиры и морское спасательное судно «Шакяй», которые поддерживают основные боевые силы флота, занимаясь буксировкой судов, спасательными операциями и другими вспомогательными задачами.

Флотилия планирует модернизацию и расширение своих возможностей за счёт строительства многоцелевых корветов литовского производства. Эти корабли будут способны выполнять широкий спектр боевых и защитных задач, что усилит потенциал ВМС в выполнении национальных и международных миссий.
Флотилия активно участвует в проекте БАЛТРОН, который представляет собой совместное военно-морское формирование стран Балтийского региона (Литвы, Латвии и Эстонии). Это сотрудничество направлено на укрепление региональной безопасности и скоординированное решение задач по обеспечению обороны в Балтийском море.
Кроме того, корабли флотилии входят в морской компонент объединённых экспедиционных сил НАТО, что позволяет ВМС Литвы участвовать в международных миссиях Альянса и оперативно реагировать на кризисы по всему миру.
Флотилия военных кораблей выполняет ключевые задачи по охране национальных интересов Литвы на море, обеспечению безопасности судоходства, разминированию и поддержанию международного мира и безопасности в рамках обязательств НАТО.

#### Морские фузилёры
Морские фузилёры представляют собой подразделение, аналогичное морской пехоте в других странах, и входят в состав службы портовой и береговой обороны. Хотя официально они не имеют статуса батальона, их неофициально называют батальоном морских фузилёров.
Это подразделение выполняет функции войск береговой обороны, охраны военно-морских баз, судов и важных объектов на побережье в интересах Войска Литовского.
Основные задачи:
- Береговая оборона: Фузилёры защищают побережье и порты от возможных угроз, включая десантные операции противника, диверсии и атаки с моря.
- Охрана морских объектов: Одной из ключевых функций является охрана военно-морских баз и судов от возможных нападений или диверсий, обеспечивая безопасность стратегических объектов флота.
- Абордажные операции и досмотр судов: Морские фузилёры часто сопровождают боевые корабли и участвуют в абордажных операциях, направленных на досмотр судов, проверку на предмет контрабанды или запрещённых грузов, а также борьбу с пиратством и другими нарушениями.
- Подводная разведка и разминирование: Важную роль играет выполнение задач подводной разведки и разминирования. Это особенно актуально в контексте возможных минных угроз в Балтийском море.

В составе службы имеется команда подводных действий, которая занимается морским разминированием. Это специальное формирование действует независимо от сил специальных операций и до включения в состав батальона являлось отдельным подразделением, подчинявшимся непосредственно командованию ВМС Литвы. Команда подводных действий выполняет ключевые задачи по обеспечению безопасности морских путей и портов, устраняя минные угрозы и проводя подводную разведку.
Батальон морских фузилёров укомплектован как профессиональными военнослужащими, так и матросами-срочниками, что обеспечивает стабильное и постоянное пополнение личного состава. Это позволяет эффективно выполнять широкий спектр задач, связанных с защитой побережья и объектов ВМС.
Морские фузилёры вооружены современным стрелковым оружием, которое позволяет им выполнять задачи как на суше, так и на море.  В их распоряжении имеется автомобильная техника для транспортировки личного состава и оборудования. Однако бронетехника в составе батальона отсутствует, что обусловлено специфической направленностью их задач, связанных с защитой побережья и кораблей. Одним из ключевых средств батальона являются быстроходные суда, которые используются для оперативного реагирования на угрозы с моря, а также для проведения инфильтрации или эвакуации через водные пути.

## Пункты базирования
- ВМБ Клайпеда

## Боевой состав

### Флотилия военных кораблей
| Тип                                           | Изображение        | Производство       | Наименование и бортовой номер       | Состояние                      | Примечания |                    |
| Корабли управления                            | Корабли управления | Корабли управления | Корабли управления                  | Корабли управления             | Корабли управления | Корабли управления |
| --------------------------------------------- | ------------------ | ------------------ | ----------------------------------- | ------------------------------ | --- | ------------------ |
| Корабль управления и обеспечения типа «Vidar» |                    | Дания              | N42 - LKL «Йо́твингис» «Jotvingis»   | В строю с 2006 года            | |                    |
| Противоминные корабли                         |                    |                    |                                     |                                | |                    |
| Морской тральщик типа «Hunt»                  |                    | Великобритания     | M54 — LKL «Ку́рщис» «Kuršis»         | В строю с                      | |                    |
| Морской тральщик типа «Hunt»                  |                    | Великобритания     | M53 — LKL «Скалвис» «Skalvis»       | В строю с                      | |                    |
| Морской тральщик типа «Hunt»                  |                    | Великобритания     | M55                                 | Модернизация                   | |                    |
| Сторожевые корабли                            |                    |                    |                                     |                                | |                    |
| Патрульный катер типа «Флювефискен»           |                    | Дания              | P11 — LKL «Жяма́йтис» «Žemaitis»     | В строю с июля 2008 года       | |                    |
| Патрульный катер типа «Флювефискен»           |                    | Дания              | P12 — LKL «Дзукас» « Dzūkas»        | В строю с февраля 2009 года    | |                    |
| Патрульный катер типа «Флювефискен»           |                    | Дания              | P14 — LKL «Аукшта́йтис» «Aukštaitis» | В строю с февраля 2010 года    | |                    |
| Патрульный катер типа «Флювефискен»           |                    | Дания              | P32 — LKL «Се́лис» «Sėlis»           | В строю с 2001 года            | |                    |
| Быстроходные патрульные катера                |                    |                    |                                     |                                | |                    |
| Тип                                           | Изображение        | Производство       | Назначение                          | Количество                     | Примечания |                    |
| Быстроходный патрульный катер типа «Йеху»     |                    | Финляндия          | Быстроходный патрульный катер       | +2                             | Литва собирается купить у Финляндии - две единицы катеров класса «Йеху». Данные корабли будут выполнять функции обороны Куршского залива, порта и побережья. Будут приписаны к батальону морской пехоты |                    |
| Быстроходный катер типа Storebro SB90E        |                    | Швеция             | Быстроходный патрульный катер       | 1                              | В строю с 2023 года. Используется морской пехотой. |                    |
| Вспомогательные корабли                       |                    |                    |                                     |                                | |                    |
| поисково-спасательный корабль типа…           |                    | СССР               | (LNF SAR) PGL «Шакя́й» «Šakiai»      | В строю с 26 февраля 2009 года | |                    |
| портовый катер типа…                          |                    | Литовская ССР      | H21 — LKL «Вильнеле» «Vilnelė»      | В строю с 1992 года            | |                    |
| портовый буксир типа…                         |                    | Швеция             | H22 «Атлас» «Atlas»                 | В строю с 5 декабря 2000 года  | |                    |

### Команда подводных действий
Командир — капитан-лейтенант.
Некоторые участки Балтийского моря все ещё опасны для судоходства из-за большого количества мин, оставшихся там со времен Второй мировой войны. Отряд водолазов-сапёров основном занимается уничтожением морских мин, боеприпасов и прочих взрывоопасных предметов (в том числе и самодельных) на суше и под водой.

## Префикс кораблей и судов
Военные корабли и суда ВМФ Литвы имеют префикс LKL (лит. Lietuvos Karinis Laivas — Литовский Военный Корабль).
Вспомогательные суда имеют префикс в соответствии с их назначением: PGL — Поисково-Спасательный Корабль (лит. Paieškos ir Gelbėjimo Laivas).
В военно-морских силах Литвы введён стандарт, по которому корабль или судно имеют бортовой номер с латинской буквой, в соответствии с классом корабля: M — Минный корабль, P — Сторожевой (патрульный) корабль, Н — Портовое судно (англ. Harbor — портовый).

## О наименовании кораблей и судов ВМФ Литвы
Корабли и суда ВМФ Литвы обычно называются в честь того или иного балтийского племени или этнографической группы современных литовцев.
«Aukštaitis» — Аукшта́йтис.
Аукшта́йты — этнографическая группа восточных литовцев.
«Dzūkas» — Дзу́кас
Дзу́ки — этнографическая группа южных литовцев.
«Žemaitis» — Жяма́йтис.
Жяма́йты (летописная Жму́дь или Самоги́ты) — балтийское племя и этнографическая группа западных литовцев.
«Jotvingis» — Йо́твингис.
Йо́твинги (летописные Ятвя́ги) — балтийское племя.
«Kuršis» — Ку́рщис
Курши (летописные Куро́ны) — балтийское племя.
«Sėlis» — Се́лис
Сели (летописные Селоны) — балтийское племя.
«Sūduvis» — Суду́вис.
Суду́вы — балтийское племя.
Исключения
«Vėtra» — Ветра
Ве́тра — в балтийских верованиях — обожествлённый ветер. Внезапно поднявшийся сильный ветер всегда связывался с чем-то недобрым — внезапная смерть, война.

## Флаги кораблей и судов
| Флаг | Гюйс | Вымпел боевых кораблей |
| ---- | ---- | ---------------------- |
|      |      |                        |

### Флаги должностных лиц
| Министр охраны края      | Главнокомандующий Вооружёнными силами | Начальник главного штаба    |
| ------------------------ | ------------------------------------- | --------------------------- |
|                          |                                       |                             |
| Командующий ВМС          | Командир бригады кораблей             | Командир дивизиона кораблей |
|                          |                                       |                             |
| Командир группы кораблей |                                       |                             |
|                          |                                       |                             |

## Знаки различия

### Головные уборы

#### Пилотка общевойсковая
- Пилотка
- Кокарда

#### Беретморских фузилёров
- Берет
- Кокарда

### Униформа
- Комплект корабельной униформы военно-морских сил
- Нашивка для корабельной униформы
- Универсальная полевая униформа (вариант с беретом)
- Нашивка для универсальной полевой униформы

### Звания
| Офицеры военно-морских сил                | Офицеры военно-морских сил | Офицеры военно-морских сил | Офицеры военно-морских сил          | Офицеры военно-морских сил          | Офицеры военно-морских сил     | Офицеры военно-морских сил                  | Офицеры военно-морских сил                 | Офицеры военно-морских сил              | Офицеры военно-морских сил               | Офицеры военно-морских сил | Офицеры военно-морских сил |
| ----------------------------------------- | -------------------------- | -------------------------- | ----------------------------------- | ----------------------------------- | ------------------------------ | ------------------------------------------- | ------------------------------------------ | --------------------------------------- | ---------------------------------------- | -------------------------- | -------------------------- |
|                                           | Адмиралы                   | Адмиралы                   | Адмиралы                            | Адмиралы                            | Старшие офицеры                | Старшие офицеры                             | Старшие офицеры                            | Младшие офицеры                         | Младшие офицеры                          | Младшие офицеры            | Курсанты                   |
| Погоны к корабельной форме одежды         |                            |                            |                                     |                                     |                                |                                             |                                            |                                         |                                          |                            |                            |
| Звание                                    | Адмирал Admirolas          | Вице-адмирал Viceadmirolas | Адмирал флотилии Flotilės admirolas | Адмирал флотилии Flotilės admirolas | Морской капитан Jūrų kapitonas | Полковник-лейтенант Pulkininkas leitenantas | Лейтенант-коммандор Komandoras leitenantas | Капитан-лейтенант Kapitonas leitenantas | Старший-лейтенант Vyresnysis leitenantas | Лейтенант Leitenantas      | Юнкер Kariūnas             |
| Соответствующее звание вооружённых сил РФ | Адмирал флота              | Адмирал                    | Вице-адмирал                        | Контр-адмирал                       | Капитан 1-го ранга             | Капитан 2-го ранга                          | Капитан 3-го ранга                         | Капитан-лейтенант                       | Старший лейтенант                        | Лейтенант                  | Курсант                    |
| Код НАТО                                  | OF-9                       | OF-8                       | OF-7                                | OF-6                                | OF-5                           | OF-4                                        | OF-3                                       | OF-2                                    | OF-1                                     | OF-1                       | Cadet                      |

| Унтер-офицеры военно-морских сил          | Унтер-офицеры военно-морских сил   | Унтер-офицеры военно-морских сил | Унтер-офицеры военно-морских сил                     | Унтер-офицеры военно-морских сил | Унтер-офицеры военно-морских сил                             | Унтер-офицеры военно-морских сил     | Унтер-офицеры военно-морских сил          | Унтер-офицеры военно-морских сил | Унтер-офицеры военно-морских сил | Унтер-офицеры военно-морских сил   | Унтер-офицеры военно-морских сил | Унтер-офицеры военно-морских сил    |
|                                           | Унтер-офицеры                      | Унтер-офицеры                    | Унтер-офицеры                                        | Унтер-офицеры                    | Унтер-офицеры                                                | Унтер-офицеры                        | Унтер-офицеры                             | Унтер-офицеры                    | Унтер-офицеры                    | Матросы                            | Матросы                          | Матросы                             |
| ----------------------------------------- | ---------------------------------- | -------------------------------- | ---------------------------------------------------- | -------------------------------- | ------------------------------------------------------------ | ------------------------------------ | ----------------------------------------- | -------------------------------- | -------------------------------- | ---------------------------------- | -------------------------------- | ----------------------------------- |
| Погоны к корабельной форме одежды         |                                    |                                  |                                                      |                                  |                                                              |                                      |                                           |                                  |                                  |                                    |                                  |                                     |
| Звание                                    | Старший боцман Vyresnysis laivūnas | Боцман Laivūnas                  | Штаб-сержант специалист Štabo seržantas specialistas | Штаб-сержант Štabo seržantas     | Старший сержант специалист Vyresnysis seržantas specialistas | Старший сержант Vyresnysis seržantas | Сержант специалист Seržantas specialistas | Сержант Seržantas                | Капрал Grandinis                 | Старший матрос Vyresnysis jūreivis | Матрос Jūreivis                  | Младший матрос Jaunesnysis jūreivis |
| Соответствующее звание вооружённых сил РФ | Старший мичман                     | Мичман                           | нет                                                  | нет                              | Главный старшина                                             | Главный старшина                     | Главный старшина                          | Главный старшина                 | Старшина 1-й статьи              | Старший матрос                     | Матрос                           | Матрос                              |
| Код НАТО                                  | OR-9                               | OR-8                             | OR-7                                                 | OR-7                             | OR-6                                                         | OR-6                                 | OR-5                                      | OR-5                             | OR-4                             | OR-3                               | OR-2                             | OR-1                                |

### Исторические корабли ВМФ Литвы
| Тип                                                                                      | Бортовой номер | Наименование                                    | В составе флота        | Выведен из состава флота | Примечания                                                 |
| Корветы                                                                                  | Корветы        | Корветы                                         | Корветы                | Корветы                  | Корветы                                                    |
| ---------------------------------------------------------------------------------------- | -------------- | ----------------------------------------------- | ---------------------- | ------------------------ | ---------------------------------------------------------- |
| малый противолодочный корабль проекта 1124М в ВМФ Литвы переквалифицирован во фрегат     | F11            | LKL «Žemaitis»                                  | с 29 октября 1992 года | 22 октября 2008          | бывший МПК-44 «Комсомолец Латвии»                          |
| малый противолодочный корабль проекта 1124М в ВМФ Литвы переквалифицирован во фрегат     | F12            | LKL «Aukštaitis»                                | с 29 октября 1992 года | 18 ноября 2009           | бывший МПК-108                                             |
| Минные корабли                                                                           |                |                                                 |                        |                          |                                                            |
|                                                                                          |                |                                                 |                        |                          |                                                            |
| Сторожевые корабли и катера                                                              |                |                                                 |                        |                          |                                                            |
| сторожевой катер типа «Storm»                                                            | P31            | LKL «Dzūkas»                                    | c 1995 года            | нет данных               | бывший KNM «Kjekk» (P965)                                  |
| сторожевой катер типа «Storm»                                                            | P33            | LKL «Skalvis»                                   | c 2001 года            | нет данных               | бывший KNM «Steil» (P969)                                  |
| Корабли и суда управления и обеспечение                                                  |                |                                                 |                        |                          |                                                            |
| научно-исследовательское судно типа «Валериан Урываев»                                   | А41            | LKL «Vėtra»                                     | c 1992 года            | нет данных               | бывший «Рудольф Самойлович» передан из Академии наук Литвы |
| Учебные корабли                                                                          |                |                                                 |                        |                          |                                                            |
| минный тральщик типа Minensuchboot 1916 в ВМФ Литвы переквалифицирован в учебный корабль | нет            | LKL «Прязидянтас Смятона» «Prezidentas Smetona» | с 1935 года            | с нет данных 1940 года   | бывший SMS М59                                             |